# Луїза де Лавальєр
Луїза-Франсуаза де Ла Бом Ле Блан (фр. Louise-Françoise de La Baume Le Blanc, duchesse de la Vallière et de Vaujours; 6 серпня 1644, Тур — 7 червня 1710, Париж) — герцогиня де Лавальєр і де Вожур, перша офіційна фаворитка Людовіка XIV.

## Життєпис
Луїза народилася 6 серпня 1644 року у французькому місті Турі у небагатій багатодітній родині. З дитинства вона любила коней, і це призвело до того, що у віці 11 років вона впала з коня, зламала ногу і пошкодила хребет, тому все життя накульгувала. Цей фізичний недолік позначався і її характері. Луїза росла лагідною, мовчазною дитиною, намагалася триматися непомітно і вже тоді хотіла піти до монастиря.
Далека родичка, герцогиня де Сен-Ремі рекомендувала її королеві Анні Австрійській як фрейліну до герцогині Орлеанської Генрієтти Стюарт. Вступивши на службу до герцогині, Луїза, яка за поняттями тих років не відрізнялася красою, будучи худорлявою і блідою, і маючи на обличчі сліди від віспи, зуміла зачарувати короля, великого любителя жінок, своєю миловидністю та привітною вдачею. До того ж вона здобула хорошу освіту, була розумна і начитана.
Короля підкорила сказана Лавальєра фраза після їхньої першої зустрічі: «Ах, якби він не був королем!». Він вірив, що вона покохала його за титул. Людовік, зачарований чарівним створінням, почав писати їй ніжні листи, дарувати подарунки та діаманти. Завдяки Луїзі ожив занедбаний з часів отця короля, Людовіка XIII, Версаль, де тепер влаштовувалися бали та бенкети на честь коханої монарха. У 1667 році Людовик звів у герцогство маєтку Вожуре, два баронства (в Турені та Анжу) і подарував їх Луїзі на знак свого ставлення. Трохи пізніше він зробив свою кохану герцогинею і надав їй статус офіційної фаворитки. Цнотливість де Лавальєр була зачеплена, тепер усі знали про те, що вона коханка короля. Луїза каялася за своє гріхопадіння, і при дворі її за це називали «святою».
Повільно король починав холонути до Луїзи, в 1667 її затьмарила нова фаворитка Людовика маркіза де Монтеспан. Вирішивши познущатися з герцогині де Лавальєр, Людовік в 1669 році помістив Луїзу і Франсуазу в суміжні покої в Сен-Жерменському палаці, де обидві жінки мали створювати видимість дружніх стосунків. А в 1673 році, коли у мадам де Монтеспан від короля народилася четверта дитина, дочка Луїза Франсуаза, він змусив колишню кохану стати хрещеною дівчинки. Не стерпівши більше знущань короля, у квітні 1675 року Луїза де Лавальєр відійшла від французького двору і постриглася в монастир кармеліток у передмісті Сен-Жак під ім'ям Луїзи Сердобольної (Louise de la Miséricorde).
У монастирі вона прожила 36 років, вражаючи черниць своєю терпимістю та витривалістю. Коли 7 червня 1710 року Луїза померла, говорили, що тіло її пахло і було оточене ореолом.

## Діти

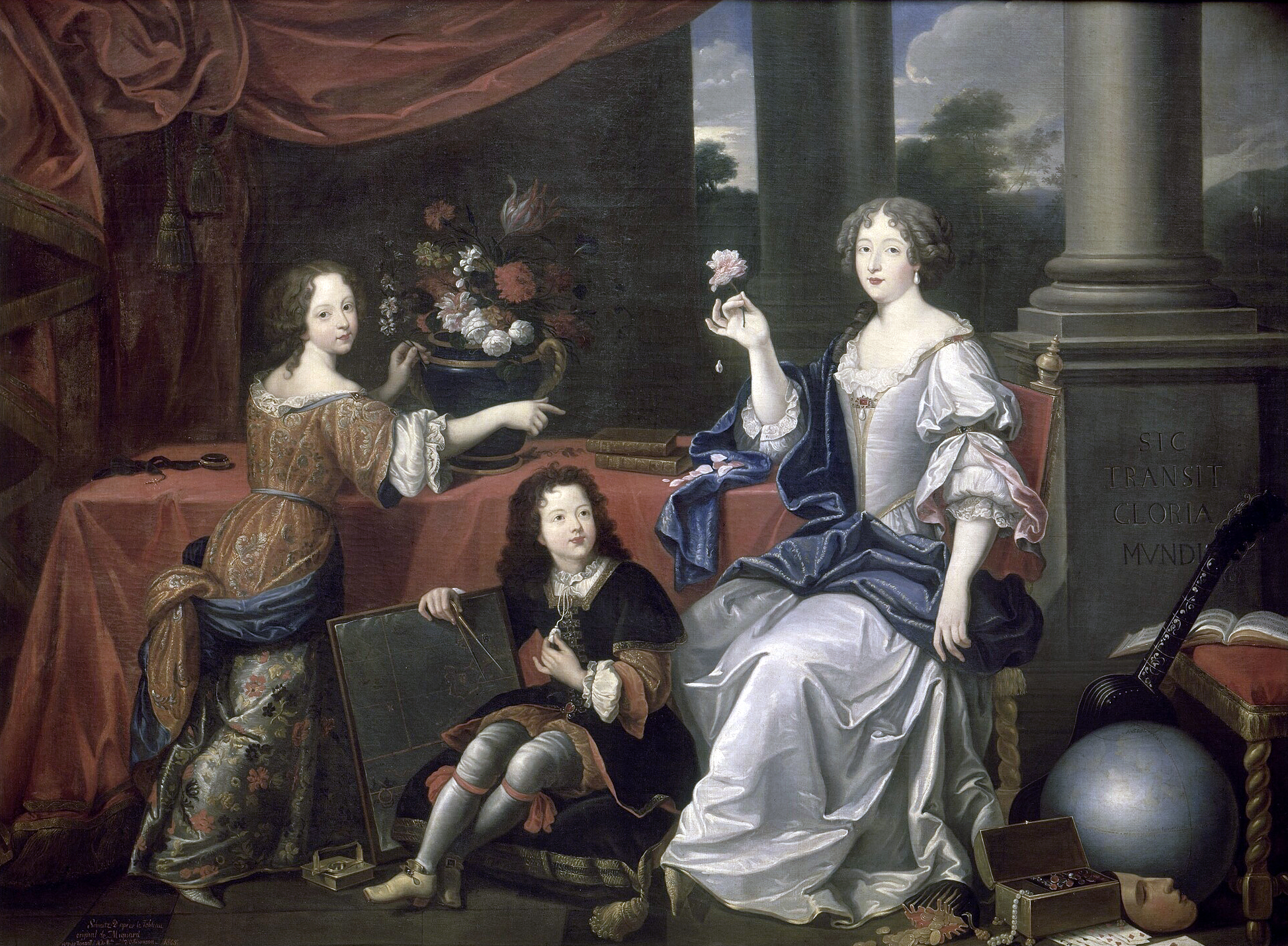
П'єр Міньяр. Луїза де Лавальєр та її діти

Від короля Луїза де Лавальєр народила п'ятьох дітей, з яких до зрілого віку дожили двоє:
- Шарль де Бурбон (19 грудня 1663 — 15 липня 1665);
- Філіп де Бурбон (7 січня 1665—1666);
- Людовік (1665—1666)[7];
- Марія Анна де Бурбон (1666—1739) — мадемуазель де Блуа. У 1680 році вийшла заміж за Луї Армана I де Бурбон-Конті, в 1685 році овдовіла;
- Людовік де Бурбон (2 жовтня 1667 — 18 листопада 1683) — з 1669 граф Вермандуа і адмірал Франції.

## У сучасному мистецтві

### Кіно
- 2007 — Повернення мушкетерів, або Скарби кардинала Мазаріні